# 韋利科耶湖 (沃洛格達州)
61°4′9″N 36°15′38″E / 61.06917°N 36.26056°E
韋利科耶湖（俄语：Великое），是俄羅斯的湖泊，位於該國西北部，由沃洛格達州負責管轄，長5.1公里、寬2.6公里，面積10.4平方公里，海拔高度33米，湖岸線長度14.2公里，平均水深1.8米，最大水深2.2米。